# Берег Моусона
Берег Моусона (англ. Mawson Coast) - назва центральної та західної частин узбережжя Землі Мак-Робертсона в Східній Антарктиді.
Берег Моусона являє собою крайову частину материкового льодовикового щита, поверхня якої круто піднімається в глибину континенту і на відстані 50 км від берега досягає висоти 1000-1500 м. Є багато виходів корінних порід.
Берег Моусона був відкритий Британсько-Австралійсько-Новозеландською антарктичною дослідницької експедицією (БАНЗАРЕ) в 1930 році і названий на честь її керівника, австралійського дослідника Дугласа Моусона. З тих пір це район переважно австралійських досліджень. З 1954 року тут діє австралійська полярна станція Моусон.
67°40′ пд. ш. 63°30′ сх. д. / 67.667° пд. ш. 63.500° сх. д.